# Glaphyropteridopsis sichuanensis
Glaphyropteridopsis sichuanensis är en kärrbräkenväxtart som beskrevs av Y. X. Lin. Glaphyropteridopsis sichuanensis ingår i släktet Glaphyropteridopsis och familjen Thelypteridaceae. Inga underarter finns listade.